# Alexandre d'Hauterive
 (décembre 2011).
Si vous disposez d'ouvrages ou d'articles de référence ou si vous connaissez des sites web de qualité traitant du thème abordé ici, merci de compléter l'article en donnant les références utiles à sa vérifiabilité et en les liant à la section « Notes et références ».
Alexandre Maurice Blanc de Lanautte, comte d'Hauterive (1754-1830), est un homme d'État et diplomate français.

## Biographie
Né à Aspres-les-Corps (Hautes-Alpes) le 14 avril 1754, il fit ses études à Grenoble, où il devint professeur. Il occupa une position similaire à Tours, où il est remarqué par le duc de Choiseul, qui l'invita à Chanteloup. 
Ainsi Hauterive fut en contact avec les relations du duc, l'un d'eux, le comte de Choiseul-Goiffier, grâce à ses appointements d'ambassadeur de Constantinople en 1784 le prit à son service. Hauterive épousa une veuve, madame de Marchais, qui lui permit par sa fortune de s'élever socialement, mais est ruiné par la Révolution. En 1790 il reçoit le poste de consul à New York. Toutefois sous son consulat, il est accusé de détournement et rappelé ; malgré le caractère non fondé de l'accusation il n’est pas réinstallé à ce poste. 

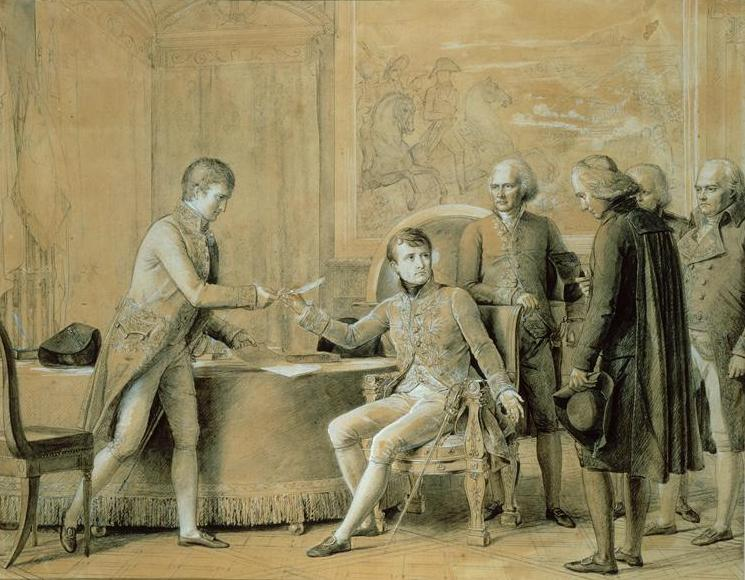
François Gérard (1770–1837), Signature du Concordat entre la France et le Saint-Siège, le 15 juillet 1801. Personnages représentés de gauche à droite : Joseph Bonaparte, le premier consul Napoléon Bonaparte, Portalis, Mgr Spina, d'Hauterive, et Crétet, Musée de l'Histoire de France (Versailles).

En 1798, après avoir tenté de s'installer comme fermier aux États-Unis, Hauterive est appointé à un poste au bureau des affaires étrangères. Dans cet emploi il fait sensation avec L'État de la France à la fin de l'an VIII (1800), qui avait été commandé par Napoléon Ier élaboré, comme manifeste aux nations étrangères, après le coup d'État du 18 brumaire.
Il gagne la confiance de Bonaparte, et est employé en rédigeant plusieurs des documents plus importants. En 1805 il devient conseiller d'État et membre de la Légion d'honneur, et entre 1805 et 1813 il est plus d'une fois et temporairement ministre des Affaires étrangères. Il a essayé, tant bien que mal, d'employer son influence pour modérer la politique de Napoléon, particulièrement en Espagne et vis-à-vis du pape. 
En 1805 un désaccord avec Talleyrand au sujet d'une alliance avec l'Autriche, provoque son retrait du bureau politique du ministère des Affaires étrangères, et est nommé aux archives du même ministère. Dans ce poste il a effectué un travail très utile, et après la Restauration est reconduit sur demande du duc de Richelieu, son travail reconnu par son élection en tant que membre de l’Académie des inscriptions et belles-lettres en 1820. Il est mort à Paris le 28 juillet 1830 et est inhumé au cimetière du Père-Lachaise (23e division)
Il possédait une jolie maison de campagne à Bagneux, dans laquelle en 1809 il invita à déjeuner, pour les réconcilier Joseph Fouché et Talleyrand, ce qu'il obtint.